# Šen Kuo
Šen Kuo (kitajsko: 沈括; pinjin: Shen Kuo) znan tudi kot Šen Gua, vljudnostno ime Cundžong (存中) ali pod psevdonimom Mengči (dandanes pogosto tudi Mengši) Veng (夢溪翁), kitajski znanstvenik in državnik dinastije Song (960–1279), * 1031, Čjantang (danes Hangdžov), dinastija Song, † 1095, Rundžov (danes Džedžjang, dinastija Song. Bil je matematik, astronom, meteorolog, geolog, entomolog, anatom, klimatolog, zoolog, botanik, farmakolog, medicinski znanstvenik, agronom, arheolog, etnograf, kartograf, geograf, geofizik, mineralog, enciklopedist, vojaški general, diplomat, hidrotehnik, izumitelj, ekonomist, akademijski kancler, finančni minister, državni inšpektor, filozof, umetnostni kritik, pesnik in glasbenik.
Njegov oče je bil  Šen Džov, materin dekliški priimek pa je bil Hsu. Šenov oče je bil ob njegovem rojstvu star približno 53 let, njegova mati pa 45 let. Oče je bil vladni uradnik, ki je imel položaj v veliko različnih provincah preden je končal svojo kariero kot uradnik, v prestolnici Kajfeng. Mati je igrala izjemno pomembno vlogo pri vzgoji svojega sina, saj je bila zaslužna za njegovo prvo izobrazbo.
Ko je bil Šen Kuo star približno devet let, se je s svojim očetom začel seliti po državi. Oče je bil vključen v skrb za plovne poti, kanale ter nadzor nad večjimi gradbenimi projekti, odgovornost pa naj bi imel tudi v kmetijstvu. Mladi Šen Kuo se je veliko naučil z opazovanjem očeta pri delu in se je od njega tudi veliko naučil.
Vang Anši je bil lokalni upravnik, ki ga je Šen Džov spoznal in občudoval. Bil je 10 let starejši od Šena in kmalu je Šen Kuo začel občudovati njegove administrativne sposobnosti in idealizem. Ko je njegov oče leta 1051 umrl, je Vang Anši sestavil njegov epitaf. Kot sin uradnika je lahko Šen Kuo po smrti očeta postal uradnik, brez da bi opravil formalne izpite. Na prvo manjše uradniško mesto je bil imenovan leta 1054, kmalu pa je delovno mesto dobil tudi drugje.
Številne krize, notranji upori, napadi zavojevalcev, ki so prestopili meje in upadanje blaginje v Šenovem času so pripomogle k izvajanju reform, ki so jih zagovarjali novomiselni uradniki. Šenu je tako uspelo napredovati po upravnih pozicijah. Šen se je izkazal za izjemno sposobnega človeka. Uspešno je sodeloval je v številnih projektih pri nadzoru vode, ki je bile v tem času na Kitajskem velik problem. Z gradnjo odtokov in nasipov je pridobil velik rodovitnih kmetijskih zemljišč.
Po opravljenih državnih izpitih leta 1063 se je Šen zaposlil pri guvernerju Džang Chuju, ki je v njem takoj prepoznal talent za uradništvo, zato ga je priporočil za sestanek na sodišču v prestolnici Kajfeng v provinci Honan.
Cesar Džen-Tsung je leta 1064 umrl in na njegovo mesto je prišel Jingdzong, ki je vladal do leta 1068, ko je Šendzong prevzel oblast. Šen je bil opredeljen kot eden od osemnajstih članov močne reformatorske skupine Vanga na sodišču.
Medtem ko je Šen delal kot uradnik v provincah, se je lotil številnih zelo uspešnih projektov, vendar se je v prostem času posvečal tudi študiju astronomije, znanosti o koledarjih in matematiki. Leta 1072 je bil imenovan za direktorja astronomskega urada. Po tradiciji je bil po prihodu novega cesarja narejen nov koledar. Po zamenjavi vladarja je novi kitajski cesar izbral nov uradni koledar in tako oznanil novo obdobje. Leta 1068 Je dobil nalogo izdelave novega koledarja Šen Kuo. Načrtoval je ambiciozne načrte za reorganizacijo astronomskega urada in zbiranje potrebnih astronomskih podatkov. Vzpostavil je program, ki je meril položaj Lune in planetov, trikrat na noč pa je pet let načrtoval natančne koordinate nebesnih teles. Vendar je moral v astronomskem uradu odpustiti šest uslužbencev, za katere je ugotovil, da ponarejajo podatke. Zaradi neučinkovitosti osebja je bil koledar manj natančen, kot bi moral biti, a je kljub temu leta 1075 za približno 20 let prišel v veljavo.
Šen je še naprej izvajal projekte v podporo Vangovemu programu reform, nadzoroval je projekte kontroliranja nivoja vode, organiziral vojaške zadeve poleg tega pa potoval po provincah, in svetoval lokalnim upravnikom. Iz lesenih plošč je ustvaril reliefe območij, ki jih je obiskal, za kar je uporabljal žaganje, pomešano z lepilom in stopljenim voskom. Leta 1075 se je lotil prenove obrambne strategije države pri čemer je bil uspešen pri pogajanjih s plemeni Khitan na severu, ki so grozila z napadom. S svojim poznavanjem zgodovine je preprečil njihov vdor na kitajsko ozemlje in tja prinesel mir. Šen se je leta 1077 vrnil v prestolnico Kajfeng je imenovan za finančnega komisarja na cesarski akademiji. Njegova dela o teoriji ponudbe in povpraševanja, ki so nastala med opravljanjem te funkcije, so bila izjemnega pomena. Pisal je o metodah napovedovanja cen, ponudbi valut, nadzoru cen, tržnih posegih in drugih temah, ki jih do današnjih časov niso nikoli več tako podrobno preučevali.
Jeseni leta 1077 so ga po krivem obtožili nepoštenega delovanja. Kljub temu, da je bil Šen izjemen pri uradovanju na številnih področjih se na olitičnem ni znašel. Ker je bil njegov politični zaveznik Vang od jeseni 1076 je bil Šen proti obtožbam nemočen.
Šen je bil poslan v provinco Šanši kot komisar za prefekturne in vojaške zadeve. Tam je leta 1081 organiziral napad proti Tangutom, pri čemer je osvojil več vojaških zmag in razširil oblast dinastije Sung nad novima območja. Cesar je bil nad zadovoljen s Šenovim delom, zato mu je Šen poslal predloge za okrepitev regije. Šenovi nasprotniki so poskrbeli, da so bili njegovi načrti razveljavljeni. Namesto njegovih so bili uporabljeni načrti za utrdbe, ki so bile po Šenovem mnenju popolnoma ne koristne. V napadu Tangutov so bile Songove čete tako poražene in utrpeli so veliko izgub. Čeprav Šen za poraz ni bil odgovoren so ga dali izgnati.
Po izgonu je začel pisati znanstvena dela. Ker mu je bilo prepovedano sodelovanje na uradnih prireditvah in  je moral živeti v hišnem priporu, se je lahko svobodno lotil znanstvenega dela. Delal je pri projektu, ki ga je začel na cesarjevo prošnjo že leta 1076, lotil se je izdelave zemljevidov celotnega kitajskega ozemlja. Izdelal je 23 zemljevidov, vseh narisanih v merilu 1: 900.000. Zemljevidi so imeli velik vojaški, pa tudi znanstveni pomen, zato je bil njegov projekt v velikem vladnem interesu. Po šestih letih hišnega pripora, je Šen smel živeti v kraju, ki si ga je sam izbral. Leta 1086 se je Preselil v nepremičnino na obrobju mesta Džjangsu (Džendžjang). Kraj je poimenoval Mengši (Sanjski potok). Kasneje leta 1086 je prejel pomilostitev in državno. Zadnjih sedem let svojega življenja je preživel osamljeno v Mengšiju.

## Civilna služba
Največ vpliva na življenje Šen Kua sta imeli znanost in tehnologija. V znanosti je bil dejaven v takšnem obsegu, kakršnega si v tamkajšnji Evropi niso mogli niti predstavljati. Šenovo dejavnost in raziskovanje je v večini usmerjala njegova uradniška služba.
Šen je svoje zgodnje inženirske podvige začel v splošni upravi vendar je bil njegov talent kmalu prepoznan tudi drugje. Kljub temu se je njegov poizkus uvajanja sprememb v znanosti končal z osebno katastrofo. Zaradi njegove politične neizkušenosti, so ga namreč porazili njegovi politični in znanstveni tekmeci. Poleg tega pa so ga njegovi podrejeni na astronomskem uradu, zaradi njegovih prevelikih zahtev imeli za prezahtevnega.
Njegova javna služba je imela osnovo v znanosti in tehnologiji praktično pa je vključevala tudi nekatere discipline, kot sta matematična astronomija in opazovalna astrologija. Šenovo raziskovanje so vodila njegova lastna zanimanja. Od njega so v mladosti pričakovali le površno poznavanje tehničnih zadev. Šenov vzpon v politiki je poskrbel za ravnotežje z njegovim študijem in znanstvenim raziskovanjem. Po mnenju zgodovinarjev je bila širina njegovega znanja prav zaradi tega tako velika, da je lahko pisal monografije in s svojimi kratkimi zapiski dopolnjeval kitajsko znanje o naravnih pojavih. Odvračanje pozornosti je vidno skozi vse njegove spise: kljub obetavnim študijam; je moral neprestano braniti in zagovarjati svoje tehnično dovršene predloge, saj so jih njegovi politični nasprotniki zavračali. Kar ga je na njegovi karierni poti zelo omejevalo.  

## Medicina
Do Šenovega časa je medicina močno temeljila na klasični tradiciji. Glavni cilj medicinskega raziskovanja je bil obnoviti znanje, za katerega so medicinski učenjaki menili, da je bilo shranjeno v najstarejših spisih in ne odkrivanje novih pojavov. Zgodnje klasiki so tako veljali za glavni vir znanja o medicini. Strokovnjaki iz področja medicine so nove primere bolezni primerjali s tistimi iz spisov in na podlagi ugotovitev dajali diagnoze. Kar je veljalo tudi za do tedaj š ne obravnavane primere bolezni. Nove metode zdravljenja so v stare spise sproti dopolnjevali vladni odbori, kar je povečalo ugled medicinskega študija. V tem času se je veliko ljudi začelo ukvarjati z medicino. Začetna motivacija je bilo pogosto slabo osebno zdravje ali želja po služenju bolnim staršem.
Šen je svoj študij medicine začel zgodaj. Kritiziral je metode diagnoze svojih sodobnikov. Sodobna miselnost in izobraževanje v kitajski dinastiji Song sta pripomogla k povečanju števila praktikantov in študentov medicine. Ko je sodobna medicina začela izpodrivati tradicionalno zdravilstvo (kar se je dogajalo predvsem samo v mestih). Novi amaterski znanstveniki medicine so v vse večjem obsegu kritizirali tradicionalno zdravilstvo. Šenov najpomembnejši prispevek k medicini je bilo njegovo zagovarjanje učenja iz lastnih izkušenj, ki se do tedaj ni dosti prakticiralo, saj je praksa temeljila na posnemanju načina zdravljenja iz starih zapisov. Šen je ovrgel vse recepte za zdravila, za katera je ugotovil, da nimajo učinka, tistim ki pa so se izkazala za uspešna je priložil opis okoliščin, v katerih je zdravljenje uspelo. Navedel je veliko natančnih opisov učinkovin živalskega, rastlinskega in mineralnega izvora. Številne njegove kritike in izboljšave so bile vključene tudi v kasnejše zbirke kot je Materia medica, Šenovo pisanje pa je nekaj desetletij pozneje spodbudilo tudi delo velikega farmakološkega kritika Kuo Zongshija v delu Bencao ren.
Šen v spisu o splošni medicini zavrne prepričanje, da se v grlu nahajajo tri cevi - kot je na primer zapisano v prvi knjigi z risbami notranjih organov. Njegov podporni argument je preprosto razmišljanje: "Če sta tekočina in trdna snov združeni, kako se lahko v ustih razvrstita v dve žreli?" Tako je sapnik videl kot začetek mreže za distribucijo vitalne energije, ki se prenaša skozi telo. Požiralnik pa kot cev, ki transportira hranilne snovi v želodčno votlino, kjer se začne razgradnja.
Sestavek, ki ga je napisal Šen Kuo v nekaj sto besedah opisuje zorenje rastlin z opisom: okoljskih vplivih, potrebnih za pravilno rast: nadmorska višina; podnebje; za udomačene zdravilne rastline pa tudi času sejanja in. Ta sestavek ni le spodbudil udomačevanja zelišč z vseh koncev Kitajske temveč je pripomogel tudi k razširitvi trgovske mreže z zelišči.

## Matematika
Teoretična matematika na Kitajskem ni obstajala, matematika je služila reševanju problemov iz realnega sveta. Numerologija se je ukvarjala s pomenom in ne lastnostmi števil. Računanje se je uporabljalo pri številnih upravnih, računovodskih in drugih vsakdanjih opravilih. Samo nekateri problemi, ki jih je Šen predstavil v svojem delu Mengši bitan, niso imeli uporabne vrednosti, saj se šen z abstraktnimi nalogami ni veliko ukvarjal.
Letni koledar (ali almanah), ki ga je izšel ob prihodu novega vladarja je imel slovesen pomen. Obsegal je vse predvidljive pojave (planetarnimi pojavi, mrki, lunini meseci in sončnimi leti), ki so bili izračunani izredno natančno. Običajno je bila, da so se ob izdelovanju novega koledarja vse konstante izračunale na novo, kar je izredno pripomoglo, k njihovi natančnosti. Ko nove konstante niso bile izračunane so pogosto trivialno preoblikovali stare, kar je vodilo do napačnih napovedi nebesnih pojavov. Zaradi česar je prišlo do reform astronomskega sistema.. Sončevi mrki so bili od vseh nebesnih pojavov najmanj primerni za algebrski, ne geometrični slog matematike. Pred Šenovim časom se je le malo ljudi ukvarjalo z napovedovanjem navideznega gibanja planetov, saj so bili bolj pomembni sončni in lunini pojavi. To je bilo pravzaprav področje, s katerim se je Šen najprej soočil.
Šen je matematiko pri oblikovanju političnih argumentov uporabljal bolj dosledno kot večina njegovih kolegov; primeri so njegova kritika vojaške taktike glede prostora, ki je potreben za formacije. Med računskimi metodami, ki jih obravnava v svojem poglavju Tehnične spretnosti, so metode povezane z astronomijo predvsem abstraktne narave.

## Matematična harmonija
Pitagorejci so bili navdušeni nad razmerji skladnih intervalov, ki so jih proizvajale strune. Kitajci so odkrili podobne zakonitosti z lestvico standardnih cevi. Začenši s cevjo, dolgo osem centimetrov in premerom 0,9 palca, dolžino naslednjih cevi so dobili tako, da so prejšnjo dolžino izmenično pomnožili z 2/3 in 4/3, tako da je bilo oktavi dvanajst cevi. Pentatonična lestvica, ki jo je bilo mogoče uporabiti v katerem koli od dvanajstih načinov je vsebovala pet faz. Ta osnova se je razširila na meroslovje z določitvijo dolžin in debelin cevi glede na prosena zrna standardnih dimenzij. Šen je zagotovil razlago teh osnov matematične harmonije in odpravil zaplete, ki so nastali zaradi napačnega prepisovanja. Eksperimentalno je študiral tudi godala. Z nasedanjem strun s papirnatimi figurami je pokazal, da strune, uglašene na iste note na različnih glasbilih, odzvanjajo enako, kot tiste, ki se na istem instrumentu razlikujejo za oktavo. Njegovi dve poglavji o glasbi in harmoniji sta tudi dobra vira informacij o skladanju in izvajanju glasbe.

## Optika
Šenovo motivacijo je bolj verjetno spodbujala njegova radovednosti do starih artefaktov kot pa želja po izboljšavi astronomskih instrumentov.
V kanonih mohistične šole (približno 300 pr. N. Št.). Je niz predlogov, ki pojasnjujejo nastanek senc in optičnih slik (za nekakšno predstavo) v ravnem, konveksnem in konkavnem ogledalu. Ti predlogi so v mnogih pogledih pravilni, čeprav zelo shematični, in brez predvidenih žarkov svetlobe. Šen se je ukvarjal z enim samim vprašanjem, zakaj konkavno ogledalo tvori obrnjeno podobo. Postavil je oviro  podobno analogni loputi, ki tvori dva stožca s konicama obrnjenima drug proti drugem, od katerih drugi predstavlja obrnjeno sliko. Tako kot mohisti je tudi Šen jasno verjel, da se inverzija zgodi, preden se slika odbije. Obrnjeno podobo je primerjal z žarkom svetlobe, ki na skozi majhno odprtino v papirnatem oknu seva na steno sobe. Ko je ugotovil, da obstaja razdalja od konkavnega ogledala, na kateri ne nastane nobena slika (to je med središčem ukrivljenosti in žariščem), je pojasnil, da je to prazno območje, ki ustreza luknjici. Njegovo opazovanje o luknjah je bilo naključno, a pristop k goriščnemu zrcalu je bil v svojih temeljih eksperimentalen.
Čarobna ogledala ali, kot jih je Šen poimenoval, "prozorna ogledala", so bronasta ogledala z gladko površino in odlitim napisom na hrbtišču. Ko ogledalo odbija sončno svetlobo na steno, je napis podvojen na sliki. Šen je navedel anonimno razlago: »Ko je ogledalo odlito, se tanjši deli najprej ohladi; dvignjena zasnova na zadnji strani, ki je debelejša, se ohladi počasneje, krčenje brona pa je močnejše. Čeprav je napis na sprednji strani, so na njej neopazne sledi, ki postanejo vidne le ob svetlobi. " Nato je to razlago opredelil kot nepopolno, ker je v svoji in drugih zbirkah preizkusil ogledala, ki se fizično niso razlikovala od "prozornih", in ugotovil, da ne naredijo slike. Njegov dvom je bil upravičen. Vendar hitrost hlajenja nima nobene opazne vloge, za nastanek slike je odgovorna sprememba debeline ogledala. Važno je da se steklo vlije v bron. To sprošča napetost v kovini in povzroča rahle deformacije, ki naredijo sliko.

## Magnetizem
Šen je raziskoval igle, ki so jih tedanji magi drgnili ob kamen, da so se namagnetile. Raziskoval je njihovo obnašanje v vodi in na drugih podlagah. Opazil je, da nekatere igle kažejo proti severu, nekatere pa proti jugu, in zatrdil, da "igle so vedno zamaknjene rahlo proti vzhodu in ne proti jugu". To prepoznavanje magnetne deklinacije ni bilo odvisno le od opazovanja gibanje igle, temveč tudi od izboljšave računa za računanje poldnevnika, določenega z meritvijo razdalje med severnico in pravim severom; odmik v njegovem predelu Kitajske je bila takrat ocenjen na med pet in deset stopinj. Uporaba kompasnih igel v navigaciji je bila zabeležena kmalu po Šenovi smrti, kasnejši opisi pa ponujajo dovolj podrobnosti, da lahko dokažejo, da se je štiriindvajset kraka vetrnica, ki jo je Šen zamenjal za osem krako (morda tudi zaradi boljše določitve poldnevnika) pogosteje uporabljala. Šen ni poznal polarnosti magnetita, saj je v članku razložil razliko med iglami, usmerjenimi proti severu, in iglami, usmerjenimi proti jugu, kot »morda zato, ker se spreminja značaj kamna«.

## Kartografija
Šen je bil morda prvi, ki je uporabil kompas pri izdelavi zemljevidov. Niti njegovi zgodnji zemljevidi Kitajskega ozemlja niti atlasi Kitajske, dokončani leta 1087, še niso odgovorili na to vprašanje. Toda v slednjem je ločeno zapisoval lege s pomočjo štiriindvajset krakega kompasa, kot tudi zračne razdalje (imenuje jo "tako kot leti ptič"). Zemljevide je naredil tako, da čeprav se lahko v poznejših generacijah zemljevidi izgubijo, jih lahko glede na njegovo knjigo teritorialne delitve v skladu s štiriindvajsetimi smernicami  hitro obnovimo brez najmanjše napake. Šenov največji atlas je vključeval triindvajset zemljevidov Kitajske in tujih regij, ki so bili narisani v enotnem merilu 1: 900.000; splošni zemljevid Kitajske je bil velik deset krat dvanajst kitajskih čevljev. Šen je izdeloval tudi reliefne zemljevide iz žagovine, lesa, čebeljega voska in pšenične paste.

## Arheologija
V kitajskemu carstvu Song (960–1279) so se učenjaki ukvarjali z arheologijo, da bi zgodovinske predmete uporabljali pri obredih. Mnogi so poustvarjali starinske predmete zgolj z domišljijo za izboljšanje državnega rituala, ne pa z arheološkim opazovanjem preteklosti. To prakso je kritiziral Šen Kuo, in trdil da bi morali pred ponarejanjem proučiti funkcionalnosti in raziskati prvotne postopke izdelave starih relikvij.
Šen je uporabil starodavna besedila in obstoječe modele orožarskih predmetov, da bi ustvaril kopije, ki temeljijo na starodavnih standardih. Tako je rekonstruiral orožne krogle tako iz obstoječih modelov kot iz starodavnih besedil. Potem, ko je odkril starodavni samostrel pokopan na vrtu hiše v mestu Hajdžov, Džjangsu, je Šen ugotovil, da je s pomočjo prav te merilne naprave za merjenje oddaljenosti, označene na strani samostrela, možno izračunati višino oddaljene gore na enak način, kot bi matematiki to storili z uporabo pravokotnih trikotnikov za merjenje višine. Odkril je raziskovalno napravo, imenovano Jakobova palica, ki ni bila nikjer opisana v njegovem času. Šen je zapisal, da je bila med gledanjem celotne gore razdalja na instrumentu dolga, med gledanjem majhnega dela pobočja pa je bila razdalja kratka zaradi prečnega dela naprave, ki ga je bilo treba potisniti bolj stran od očesa opazovalca in se zato na koncu stopnjuje. Zapisal je, da če na napravo postavimo puščico in pogledamo mimo njenega konca, lahko izmerimo kot gore in tako izračunamo njeno višino.

## Geomorfologija
Šen Kuo je zasnoval geološko hipotezo za oblikovanje kopnega (geomorfologija), ki temelji na ugotovitvah opazovanja morskih fosilnih školjk v geološkem sloju gore, sto kilometrov od Tihega oceana. Ob obisku gorovja Tajhang leta 1074 je Šen Kuo opazil sloj školjk in jajčastih kamnin v vodoravnem razponu skozi pečino. Menil je, da je bilo tu nekoč morsko dno, katerega obala se je čez stoletja premaknila na stotine kilometrov vzhodno. Domneval je tudi, da je kopno nastalo zaradi erozije gora in odlaganja mulja.
Šen je v provinci Shanxi našel nekaj fosilnih stebel, ki jih je opisal kot okamenele poganjke bambusa. Opozoril je, da se ti nahajajo zunaj takratnega območja bambusov, in nadaljeval z ustrezno ugotovitvijo, da so se razmere torej morale spremeniti od takrat, ko so tam živele bambusne rastline. Na žalost za so bili fosili, ki jih je našel, skoraj zagotovo neokalamiti, sorodniki sodobnih preslic, ki imajo sistematično zelo malo opravka z bambusi, a imajo zelo podobna stebla. Torej, čeprav je bila njegova primerjava morda napačna, je bilo razmišljanje Šen Kuoja zelo napredno.

## Meteorologija
Zgodnja mišljenja o tem, kar je danes znano kot meteorologija, so imeli na Kitajskem že mnogo pred Šen Kuom, a je bil on prvi, ki je postavil hipotezo o konceptu podnebnih sprememb in zasnoval idejo o preučevanju zemeljskih atmosferskih gibanj ali podnebja.
Šen je opisoval vremenske pojave na Kitajskem. Pisal je o tornadih, kar je bil prvi znan opis le-teh v vzhodni Aziji. Prav tako je obrazložil (idejo mu je dal Sun Sikong, 1015–1076), da so mavrice nastale zaradi sence v dežju, ki je nastala, ko je posijalo sonce. Šenova razlaga mavrice kot pojava loma ozračja je pravilna in tudi razložena v skladu s sodobnimi znanstvenimi načeli. V Evropi je Roger Bacon (1214–1294) prav tako oblikoval teorijo o mavrici, a bistveno kasneje.
Šen je prav tako domneval, da se sončni žarki lomijo, preden dosežejo površino zemlje, zato sonca ljudje na zemlji ne opazujejo v njegovem natančnem položaju. Nadmorska višina navideznega sonca je večja od dejanske nadmorske višine. Dong piše, da je bilo "to odkritje v takratnem času izjemno."

## Astronomija
V času dinastije Song (960-1279 našega štetja) je bil Šen Kuo največji kitajski astronom. Šen Kuo, ki je bil glavni uradnik na uradu za astronomijo, je bil navdušen učenjak srednjeveške astronomije in je izboljšal zasnovo več astronomskih instrumentov. Šen je zaslužen za izdelavo izboljšanih modelov gnomona, armilarne krogle in ure Clepsydra. Razširil je premer opazovalne cevi in tako izboljšal model cevi iz 5. stoletja, da je z novo kalibracijo lahko natančno določil položaj severnice. Do prejšnjih nepravilnosti je prišlo, ker se je od 5. stoletja severnica premaknila za malo več kot tri stopinje.
Astronomske pojave Sončevega in Luninega mrka sta v 4. stoletju pred našim štetjem opazovala astronoma Gan De in Ši Šen; slednji je napovedoval mrke na podlagi relativnega položaja Lune do Sonca. Prav tako sta Džing Fang in Džang Heng (78–139) močno vplivala na znanje astronomije in domnevala, da je svetlost Lune zgolj svetloba, ki se odbija od Sonca. Ko je direktor Astronomskega observatorija vprašal Šena, ali sta obliki Sonca in Lune okrogle ali ploščate, je Šen Kuo pojasnil, da so nebesna telesa sferična zaradi znanja o Luninih menah. Podobno kot Džang Heng, je Šen Kuo primerjal Luno s srebrno kroglo, ki ne proizvaja svetlobe, ampak preprosto odbija svetlobo, če jo dobimo iz drugega vira (Sonca). Šen je znan tudi po svojih kozmoloških hipotezah pri razlagi sprememb gibanja planetov. Njegov sodelavec Vej Pu je ugotovil, da je bila stara tehnika izračuna nahajanja pravega sonca ne točna v primerjavi z navideznim Soncem. V nasprotju z grškimi astronomi ni domneval, da se vsi planeti gibljejo v krožnih orbitah, temveč je predlagal gibanje v obliki "vrbovega lista".
Šen Kuo je skupaj s kolegom Veijem iz Urada za astronomijo načrtoval natančne koordinate gibanja planetov in lune, tako da sta beležila njihova nahajanja trikrat na noč približno pet zaporednih let. Astronomi takratnega časa so upoštevali lunino teorijo in koordinate Ji Šinga, ki so se po 350 letih izkazale za napačne. Uradniki in astronomi takratnega sodišča so globoko nasprotovali njunemu delu, užaljeni ker vztrajata, da so koordinate Ji Šinga netočne. Le ko sta Vej in Šen javno demonstrirala in dokazala dvomljivo napako, so ministri popravili lunine in sončne napake. Popravljene so bile le najhujše in najbolj očitne planetarne napake in ostalo je veliko netočnosti.

## Premični tisk
Šen Kuo je zapisal, da je v obdobju vladanja Čingli (1041–1048), pod cesarjem Rendzongom iz Songove dinastije (1022–1063), nenavaden občan Bi Šeng (990–1051), izumil keramični premični tisk. Čeprav je uporaba posameznih likov za sestavljanje dela besedila izvirala iz antike, je bila Bi Šengova metodična novost takrat nekaj revolucionarnega. Podrobnosti o Bi Šengovem življenju niso bile znane, a vendar je Šen Kuo zapisal: »Ko je Bi Šeng umrl, je njegov tisk prešel v mojo last, kjer je bil  in bo še naprej hranjen kot dragocena lastnina.«
Obstaja kar nekaj ohranjenih knjig, natisnjenih v pozni dinastiji Song z uporabo premičnega tiska. Ena takšna je Džov Bijove Opombe o Žadni dvorani (玉堂 雜記; transliteracija: Jutang dzadži), natisnjene leta 1193 po metodi premičnih znakov iz pečene gline, opisane v Mengši dži esejih. Prej omenjeni Bi Šeng je eksperimentiral z lesenimi premičnimi vrstami za tisk, toda glavni prispevek za izboljšanje naprave je dodal izumitelj Vang Džen (1290-1333), ki je tisk nadgradil z uporabo vrtljivih miz in tako pospešil nalaganje in razporeditev lesenega premičnega tiska.

## Drugi dosežki v znanosti in tehnologiji
Šen je bil prav tako zaskrbljen za krčenje gozdov zaradi potreb železarske industrije in proizvajalcev črnila, ki uporabljajo borove saje v proizvodnem procesu. Kot rešitev je Šen predlagal nafto, za katero je menil, da je "neizčrpno proizvedena pod zemljo". Uporabil je saje dima zgorelega naftnega goriva (石油 Shíyóu, "kamnito olje", kot ga je imenoval Šen), da bi izumil novo, bolj trpežno vrsto črnila za pisanje. Farmakolog iz dinastije Ming Li Šidžen (1518–1593) pa je zapisal, da je bilo Šenovo črnilo odlično nadomestilo.

## Filozofska in druga prepričanja
Šen Kuo je bil zelo naklonjen filozofskim daoističnim pojmovanjem, ki so v njegovem času izpodbijale avtoriteto empirične znanosti. Čeprav je bilo z empiričnimi opazovanji in zapisanimi študijami mogoče veliko razbrati, daoizem trdi, da so skrivnosti vesolja neomejene, kar znanstvene raziskave lahko le v malem razumejo in definirajo. Šen se je posebej zanimal za usodo, vedeževanje, nenavadne pojave, a kljub temu svaril pred težnjo, da bi verjeli, da so vse zadeve v življenju vnaprej določene. Ko je opisoval dogodek, ko je strela udarila v hišo in nobena od lesenih sten ni zgorela (temveč so vse preprosto očrnele) in so bili laki v notranjosti v redu, kovinski predmeti pa so se stopili v tekočino, je Šen Kuo zapisal: »Večina ljudi lahko stvari presoja samo po izkušnjah običajnega življenja, vendar je veliko pojavov zunaj tega področja. Kako negotovo je raziskovati naravna načela samo s pomočjo luči splošnega znanja in subjektivnih idej.«
Šen je zapisal, kako pomembno je, da se odločimo slediti intuiciji in da srce ter um ne moreta doseči popolnega spoznanja resnice zgolj s čutnimi izkušnjami. Na svoj način je Šen zapisal avtonomno notranjo avtoriteto, ki je bila podlaga za številne Šenove življenjske izkušnje. Poleg komentarjev klasičnih kitajskih besedil je Šen Kuo veliko pisal tudi o temah nadnaravnega vedeževanja in budistične meditacije.
Veliko Šen Kuojevih del je bilo pregledanih in cenzuriranih pod vodstvom ministra Caj Džinga (1046–1126), ki je obudil Vang Anšijevo politiko ter se lotil uničiti ali korenito preoblikovati pisna dela svojih predhodnikov, zlasti konservativnih sovražnikov. Šenu je tako ostalo le šest knjig, štiri od teh pa so bile bistveno spremenjene. V sodobnem času je bil najboljši poskus popolnega seznama in povzetka Šenovih del dodatek, ki ga je napisal Hu Daodžing v svoji standardni izdaji Mengši bitan, napisani leta 1956.

## Mengši dži eseji
Šen Kuojevi Mengši dži eseji so sestavljeni iz približno 507 ločenih esejev, ki raziskujejo široko paleto tem. To je bil Šenov zadnji poskus, da razume in z različnih vidikov opiše naravo, znanost in resničnost ter vse zanimivosti, ki jih najdemo na svetu. Dobesedni prevod naslova knjige se nanaša na njegovo posestvo Mengši, kjer je preživel zadnja leta svojega življenja. Knjiga je bila prvotno dolga 30 poglavij, vendar je bila skrajšana na 26 poglavij.

## Druga napisana dela
Čeprav so Mengši dži eseji zagotovo njegovo najobsežnejše in najpomembnejše delo, je Šen Kuo napisal tudi druge knjige. Leta 1075 je Šen Kuo napisal Šining Fengjuan Li (熙寧 奉 元 曆; astronomski sistem Observation Epoch iz obdobja vladavine prekrasnega miru), ki je bil izgubljen, vendar je bil naveden v 7. poglavju bibliografije dinastije Song. To je bilo uradno poročilo Šen Kuoja o njegovih reformah kitajskega koledarja, ki jih je uradni koledarski sistem sodišča Song le delno sprejel. V letih upokojitve je Šen Kuo zbral formular pod imenom Ljang Fang (良方; Dobre zdravilne formule) ter pa Mengči Vanghuaj Lu (夢溪 忘懷 錄; Zapis o hrepenenjih, pozabljenih v Mengšiju). Od zbirke Šuo Fu (說 郛), ki večinoma opisuje kmetijske pripomočke in orodja, ki jih uporabljajo podeželski prebivalci v visokogorskih regijah, ostajajo samo njegovi citati. Šen Kuo je napisal tudi Čangšing Dži (長興 集; Zbrana literarna dela [vikonta] Čangšinga). Ta knjiga je bila nedvomno posmrtna zbirka, ki je vključevala njegove pesmi, proze in upravne dokumente. V 15. stoletju (v času dinastije Ming) je bila ta knjiga ponatisnjena, a je od nje ostalo samo 19. poglavje. Hu Daodžing je to majhno, a dragoceno delo dopolnil z dodatki drugih raztresenih pesmi, ki jih je napisal Šen. Šen Kuo je napisal tudi Register česa ne pozabiti, ki je pripadala popularni literarni kategoriji takratnega Song časa "literatura o potovanjih" ("jovdži venšue"). Njegovo delo je popotniški vodnik o tem, katera vrsta kočije je primerna za potovanje, o primernih živilih in oblačilih, ki jih je treba prinesti s seboj na potovanje.